# Shiwa (langue)
Le shiwa (autonyme : ʃíwə́ — graphie ASG), aussi appelé makina, est une langue patuu parlée au Gabon. Elle est parfois considérée comme un dialecte du kwasio.

## Noms
Le shiwa est aussi dénommé meka, mɛka, make, makina, oʃiwá, baʃiwá, shiwa, chiwa,
ʃíwə́, fang makina, makaa, osyeba, oʃébà, fang meke, mekuk. Cependant le terme « fang meke » désigne plus précisément le meke, un dialecte du fang parlé par des Shiwa pahouinisés ne parlant plus le shiwa ; et le terme « mekuk » désigne plus précisement un dialecte shiwa ou une langue proche parlée en Guinée équatoriale.

## Sources
- Marion Cheucle, Étude comparative des langues makaa-njem (bantu A80) : phonologie, morphologie, lexique : Vers une reconstruction du proto-A80, Université Lumière Lyon 2, 2014 (lire en ligne)
- Lucie Dougère, Lexique shiwa, 2010, 21 p.
- Régis Ollomo Ella, Description linguistique du ʃíwǝ́, langue bantu du Gabon : phonologie, morphologie, syntaxe, lexique (thèse de doctorat), Université de la Sorbonne nouvelle - Paris III, 2013, PDF (lire en ligne)
- Gilbert Puech, « Shiwa », Revue gabonaise des sciences de l’Homme, Libreville, Université Omar Bongo, no 2 « Actes du séminaire des experts, Alphabet scientifique des langues du Gabon (20/24 février 1989) »,‎ 1990, p. 291-293